# Melanie Thornton
Melanie Janene Thornton, ameriška pevka in glasbenica, * 13. maj 1967 Charleston, Južna Kalifornija, ZDA, † 24. november 2001, Bassersdorf, Kanton Zürich, Švica.                           
Thorton je bila od leta 1994 do 2001 glavna pevka skupine Eurodance La Bouche skupaj z ameriškim reperjem Laneom McCrayjem. Njihova dva najuspešnejša singla, "Bodi moj ljubeček" in "Sladke sanje", sta izšla leta 1994 oziroma leta 1995. Po odhodu iz skupine je Thornton začela samostojno glasbeno kariero in uspeh dosegla predvsem v evropskih državah pred njeno smrtjo leta 2001. Njene solo uspešnice vključujejo "Love How You Love Me", "Heartbeat" in "Wonderful Dream (Prihajajo prazniki)". 
Zvečer 24. novembra 2001, kmalu po končanem koncertu v Leipzigu, je bila Thornton ena od štiriindvajsetih potnikov, ki so umrli v letalski nesreči leta 3597 švicarske letalske družbe Crossair Flight v švicarskem Bassersdorfu.